# Parachanna
Parachanna là một chi cá quả nguồn gốc ở vùng nhiệt đới châu Phi. Có một loài hóa thạch là Parachanna fayumensis,Murray, 2006.

## Loài
Ba loài còn tồn tại được công nhận trong chi này:
- Parachanna africana (Steindachner, 1879) (African snakehead)
- Parachanna insignis (Sauvage, 1884) (brown snakehead)
- Parachanna obscura (Günther, 1861) (obscure snakehead)